# Actio quod iussu
Actio quod iussu – w prawie rzymskim powództwo służące przeciwko zwierzchnikowi familijnemu ze zobowiązań podległej mu osoby (niewolnika bądź osoby alieni iuris), powstałych w oparciu o udzielone upoważnienie (na polecenie zwierzchnika).

## Charakterystyka powództwa
Skarga ta należała do tzw. powództw o charakterze dodatkowym (actiones adiecticiae qualitatis). Za zobowiązania zaciągnięte przez osobę podległą na polecenie zwierzchnika familijnego, pater familias odpowiadał w pełnej wysokości.